# Fatma Güldemet Sarı

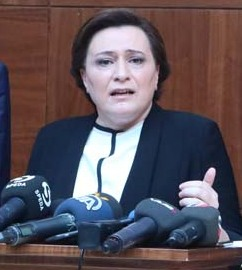
Fatma Güldemet Sarı

Fatma Güldemet Sarı (* 25. Juni 1970 in Malatya) ist eine türkische Politikerin, die der Adalet ve Kalkınma Partisi (AKP) angehört. Sie war von 2015 bis 2016 Ministerin für Umwelt und Stadtplanung in der Türkei.

## Biografie
Sarı wurde 1970 in Malatya geboren. Sie absolvierte ihr Studium an der Fakultät für Architektur der Technischen Universität Yıldız. Nach ihrem Abschluss arbeitete sie als Architektin, bevor sie in die Politik wechselte.
Ihre politische Karriere begann sie 2008 in der AKP. Von 2012 bis 2014 war sie Mitglied des AKP-Provinzverbands Adana. Bei den Parlamentswahlen im Juni 2015 wurde sie als Abgeordnete für Adana in die Große Nationalversammlung der Türkei gewählt. Im November 2015 wurde sie zur Ministerin für Umwelt und Stadtplanung im Kabinett von Premierminister Ahmet Davutoğlu ernannt. In dieser Funktion war sie bis Mai 2016 tätig.